# Centro del Atlántico (Colombia)
Centro es una de las cinco subdivisiones del departamento colombiano del Atlántico. Se ubica en el medio del departamento y está integrada por los siguientes 5 municipios:
| Bandera | Nombre      | Altitud (m s. n. m.) | Temperatura promedio (°C) | Área (km²) | Habitantes (2022) | Año de fundación |
| ------- | ----------- | -------------------- | ------------------------- | ---------- | ----------------- | ---------------- |
|         | Baranoa     | 100                  | 27                        | 127        | 68 424            | 1856             |
|         | Luruaco     | 31                   | 28                        | 246        | 30 640            | 1533             |
|         | Polonuevo   | 80                   | 28                        | 72         | 19 840            | 1758             |
|         | Sabanalarga | 99                   | 28                        | 399        | 102 325           | 1619             |
|         | Usiacurí    | 95                   | 27,5                      | 103        | 13 438            | 1534             |